# Trận Avdiivka (2022–2024)
Trận Avdiivka là cuộc giao tranh ác liệt diễn ra giữa một bên là Lực lượng vũ trang Nga và lực lượng dân quân Donbas do Nga chỉ đạo và một bên là Lực lượng Vũ trang Ukraina. Chiến trường và diễn biến chính đang diễn ra ở thành phố Avdiivka ở vùng Donbas. Giao tranh bắt đầu khi bạo lực lại bùng phát ở Donbas vào ngày 21 tháng 2 năm 2022, sau khi Tổng thống Nga Vladimir Putin công nhận Cộng hòa Nhân dân Donetsk. Vài ngày sau, khi Nga mở cuộc tấn công xâm lược Ukraina thì Avdiivka là một trong những nơi đầu tiên của Ukraina bị lực lượng Nga tấn công. Avdiivka được mô tả là "cửa ngõ" vào Donetsk do Nga chiếm đóng và việc Ukraina tiếp tục kiểm soát thành phố này đã ngăn chặn Nga sử dụng khu vực Donetsk gần đó và các tài nguyên của khu địa này làm trung tâm liên lạc.
Tuy nhiên, Avdiivka là một trong những khu định cư kiên cố nhất ở Ukraine, điều này khiến Nga rất khó đột phá dù giao tranh ác liệt hơn một năm qua. Avdiivka là một vị trí chiến lược, ở trung tâm vùng Donetsk, gần thành phố Donetsk, thành phố chính của vùng. Avdiivka đã ở tuyến đầu của cuộc Chiến tranh Nga-Ukraina kể từ năm 2015. Đây là địa điểm diễn ra trận Avdiivka năm 2017, dẫn đến sự tàn phá thị trấn, mặc dù lực lượng Ukraina vẫn giữ vững được khu vực này. Vào ngày 26 tháng 10 năm 2023, ISW đã so sánh trận Avdiivka với trận Vuhledar, ISW đánh giá rằng tổn thất đối với thiết giáp Nga ở Vuhledar đã ngăn cản bộ chỉ huy Nga sử dụng các cuộc tấn công cơ giới trong suốt mùa xuân và mùa đông năm 2023, và tổn thất của Nga xung quanh Avdiivka vào cuối tháng 10 năm 2023 đã vượt qua tổn thất của Nga xung quanh Vuhledar.
Vào ngày 15 tháng 2 năm 2024, quân đội Ukraina xác nhận việc rút quân một phần khỏi Avdiivka đã được tiến hành. Ngày 17 tháng 2 năm 2024, Tổng tư lệnh Oleksandr Syrskyi xác nhận rằng lực lượng Ukraina đã rút hoàn toàn khỏi Avdiivka đến "các vị trí ở tuyến thuận lợi hơn" để "tránh bị bao vây và bảo toàn tính mạng cũng như sức khỏe của quân nhân". Bộ Quốc phòng Nga tuyên bố các lực lượng Nga đã nắm "toàn quyền kiểm soát" Avdiivka và các hoạt động rà phá đang được tiến hành tại nhà máy than cốc. The New York Times gọi việc chiếm Avdiivka vào ngày 17 tháng 2 năm 2024 là "chiến thắng lớn đầu tiên mà lực lượng Nga đạt được" kể từ trận Bakhmut vào tháng 5 năm 2023. The Times viết thêm rằng ngay cả khi Ukraina ổn định tiền tuyến ở hậu phương Avdiivka thì việc kiểm soát thành phố đã cho phép cải thiện hậu cần quân sự của Nga ở Donetsk Oblast để hỗ trợ cho những tiến triển trên bộ trong thời gian tới. Truyền thông phương Tây cũng nhấn mạnh rằng việc chiếm được thành phố này không chỉ nâng cao tinh thần cho quân đội Nga mà thời điểm đó còn mang lại cho Tổng thống Nga Vladimir Putin một chiến thắng trên chiến trường chỉ vài tuần trước cuộc bầu cử tổng thống Nga năm 2024.

## Diễn biến

### Chiến dịch Avdiivka lần thứ nhất (21/2/2022-10/10/2023)

#### Giao tranh xung quanh thành phố và các cuộc tấn công phá hủy của Nga (tháng 2-tháng 5/2022)
Các cuộc giao tranh xung quanh Avdiivka đã diễn ra nhiều ngày trước khi cuộc xâm lược chính thức được Nga tuyên bố vào ngày 24/2/2022. Các cuộc pháo kích và tấn công diễn ra kéo dài, vào ngày 21 tháng 2, một trạm kiểm soát quân đội Ukraina bị pháo kích, sau đó vào ngày 23 tháng 2 là các đợt pháo kích xung quanh thành phố.
Vào ngày 13 tháng 3, Metinvest báo cáo về cơ sở của họ ơ Avdiivka đã bị pháo kích, dẫn đến một số hư hại vật chất, tuy nhiên do họ đã ngừng hoạt động từ khi chiến tranh giữa Nga và Ukraina chính thức bắt đầu nên không có thương vong nào được ghi nhận.
Vào ngày 22 tháng 3, Vệ binh Quốc gia Ukraina báo cáo về việc quân Nga sử dụng hệ thống Tornado-S để tấn công thành phố, gây ra một số thương vong dân sự.
Vào ngày 26 tháng 3, Tỉnh trưởng tình Donetsk, Pavlo Kyrylenko, nói rằng quân Nga đang sử dung vũ khí phốt pho trắng để tấn công khu công nghiệp của thành phố.
Tính tới thời điểm giữa tháng 4, thời điểm quân Nga tiến hành chiến dịch Donbass, Avdiivka chỉ còn sót lại 6,000 dân trên 30,000 dân trước chiến tranh ở thành phố, 2,000 trong số đó sống dưới các hầm trú bom.
Vào ngày 18 tháng 4, quân Nga tuyên bố 1 trạm chỉ huy và 1 hệ thống S-300 của Ukraina đã bị phá hủy, cùng ngày quân đội Ukraina đẩy lùi cuộc tấn công của quân Nga.

#### Chiến dịch tấn công về hướng đông bắc (tháng 6-tháng 7/2022)
Vào ngày 1 tháng 6, dân quân DPR chiếm đóng làng Novoselivka Druha, 10 km đông bắc Avdiivka, cùng với các vị trí nằm ở cao tôc lân cận vốn đóng vai trò là 1 trong 2 tuyến tiếp vận chính cho quân đội Ukraina ở Avdiivka.
Vào ngày 6 tháng 6, dân quân DPR đăng tải lên mạng video về một vị trí của quân đội Ukraina ở Kamianka bị họ chiém.
Vào ngày 12 tháng 6, khu công nghiệp Avdiivka đã bị tấn công, dẫn đến sự hình thành của một cột khói lớn.
Vào ngày 21 tháng 6, Trường số 6 bị phá hủy bởi quân đội Nga khi tấn công thành phố bằng BM-21.
Vào ngày 23 tháng 6, Avdiivka bị tấn công lần nữa.
Vào ngày 4 tháng 7, dân quân DPR chiếm cao điểm gần Novoselivka Druha, sử dụng nó để tấn công Avdiivka.
Vào ngày 6 và ngày 7 tháng 7, Avdiivka bị tấn công 10 lần, các mục tiêu bị tấn công chủ yếu là cơ sở dân sự, bệnh viện, 1 trạm xe buýt và khu công nghiệp.
Vào ngày 18 tháng 7, Eduard Basurin, phát ngôn viên của dân quân DPR, cho biết con đường giữa Avdiivka và Kostyantynivka đã bị cắt đứt, dẫn đến thành phố giờ đây đã bị bao vây một nửa. Cùng ngày hôm đó, Bộ Tổng tham mưu Lực lượng Vũ trang Ukraina báo cáo giao tranh gần Kamianka và Verkhnotoretske. Igor Girkin, người ủng hộ Nga nhưng cũng công khai chỉ trích chính phủ Nga, cho biết sự xuống cấp của dân quân DPR tại khu vực là do mối đe dọa từ pháo binh Ukraina.

### Chiến dịch tấn công mới của Nga vào Avdiivka (10/10/2023-17/2/2024)
Bắt đầu từ ngày 10 tháng 10 năm 2023, lực lượng Nga khai hỏa tấn công mạn phía bắc, sườn phía tây và phía nam Avdiivka bằng các nhóm tấn công bằng xe bọc thép và trực thăng được pháo binh yểm trợ Ba lữ đoàn súng trường cơ giới của Tập đoàn quân vũ trang số 8 của Nga đã bắt đầu hành động tấn công phối hợp xung quanh Avdiivka về phía tây nam gần Sieverne và phía tây bắc gần Stepove và Krasnohorivka. Tất cả các đơn vị Nga tham gia vào cuộc tấn công mới được quan sát cho đến nay đều là thành viên của lực lượng dân quân nhân dân Donetsk được tiếp nhận khi bắt đầu cuộc chiến.
Vào ngày 11 tháng 10 năm 2023, Bộ Tổng tham mưu Lực lượng vũ trang Ukraina báo cáo rằng Nga đã tiến hành 18 cuộc giao tranh nhằm vào thành phố trong 24 giờ. Ngoài ra, Bộ Tổng tham mưu Ukraina báo cáo rằng quân đội Nga đã tiến hành một cuộc tấn công bằng tên lửa và 36 cuộc không kích, trong khi đó, lực lượng không quân Ukraina đã tiến hành đáp trả bằng 12 cuộc tấn công hàng không. Andrii Kovaliov, phát ngôn viên của Bộ Tổng tham mưu Ukraina đã báo cáo trong một cuộc phỏng vấn với Radio Svoboda rằng Lực lượng Vũ trang Ukraina đã biết trước về nỗ lực tấn công này và đã có tâm thế sẵn sàng cho nó. Vào ngày 12 tháng 10 năm 2023, ISW đánh giá rằng lực lượng Nga "chưa đạt được đột phá lớn nào" và khó có khả năng cắt đứt lực lượng Ukraina do bị tổn thất nặng nề, tương đương với nhóm tác chiến cấp tiểu đoàn xe bọc thép.
Lực lượng Nga sẽ duy trì các cuộc tấn công kéo dài nhiều ngày, chỉ có dấu hiệu ngừng lại cho đến ngày 16 tháng 10 năm 2023 khi Barabash báo cáo rằng lực lượng Nga chỉ cố gắng tấn công thành phố 15 lần, so với mức trung bình 60 lần vào giữa tuần. Andriy Serhan, chỉ huy trung đội máy bay không người lái của Lữ đoàn cơ giới số 59, tuyên bố rằng cuộc tấn công của Nga đã thất bại, nhưng người Nga đang tập hợp lại cho một nỗ lực khác. Ngoài ra, các nguồn tin Ukraine cho biết các vị trí của Nga đã được tăng cường ba đơn vị dựa trên lực lượng dân quân DNR, Lữ đoàn súng trường cơ giới 114, 15 và 21 trong khi Lữ đoàn súng trường cơ giới số 30 đóng vai trò là lực lượng dự bị

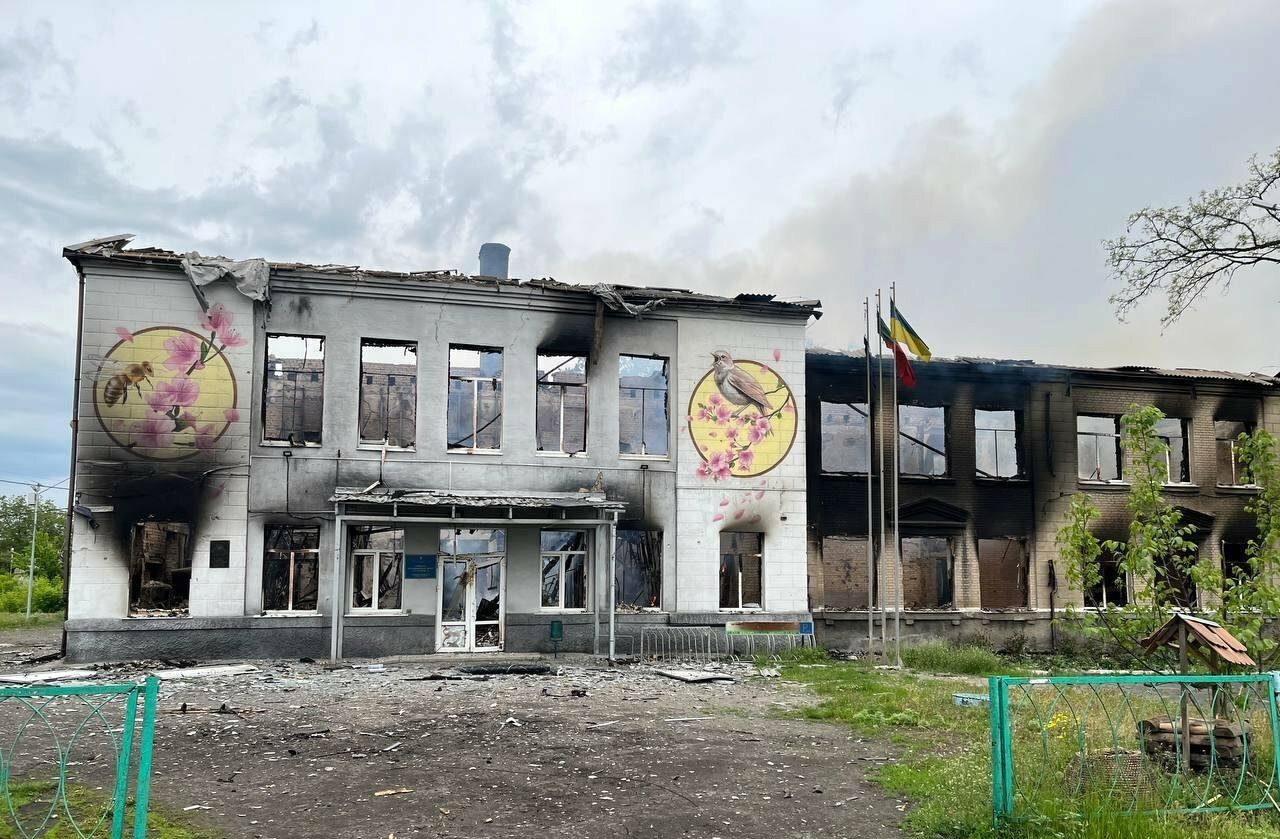
Một tòa nhà tại Avdiivka bị Nga ném bom

Biểu tượng của Lữ đoàn cơ giới số 1 của Ukraina, biệt hiệu là Những con sói Da Vinci

Vào ngày 18 tháng 10 năm 2023, Lữ đoàn súng trường cơ giới số 21, gồm các quân nhân chuyên nghiệp, đã phát động một cuộc tấn công nhằm lấy đi một đống than cốc khổng lồ (được hình thành từ Nhà máy than cốc Avdiivka gần đó) và trong khi cố gắng chiếm được một số vị trí tiền phương, họ đã bị thất bại khi đi qua "ngọn đồi". Phía Ukraine tuyên bố đã tiêu diệt 97 xe tăng Nga, xe chiến đấu bộ binh và xe bọc thép chở quân của Nga. Một nguồn tin khác của Ukraina cho biết phía Nga đã thiệt hại đến 620 binh sĩ Nga và 34 đơn vị thiết bị quân sự nội chỉ trong ngày 18 tháng 10 năm 2023.
Vào ngày 19 tháng 10 năm 2023, một cuộc tấn công phối hợp mới của Nga đã bắt đầu với nhóm Phá hoại, Tấn công và Trinh sát "Kluny" của DNR giành được lợi thế ở phía bắc Spartak, lực lượng DNR cũng đang cố gắng tấn công trực diện vào Avdiivka, thay vì hợp vây, với Lữ đoàn súng trường cơ giới số 1 tấn công một địa điểm kiên cố là "Tsarska Okhota" ở ngoại ô phía đông nam thành phố. Lữ đoàn súng trường cơ giới số 9 cho biết đã tiến "vài trăm" mét theo hướng Vodyane-Netaylove. Lữ đoàn súng trường cơ giới 114 và Tiểu đoàn bộ binh 277 tấn công gần Stepove. Trung đoàn súng trường cơ giới 1454 và Lữ đoàn súng trường cơ giới 21 tấn công gần Kamyanka. Cuối cùng, các tiểu đoàn tình nguyện "Pyatnashka" và "Yugra" đã cố gắng tiến tới đường cao tốc N20 ở phía đông Avdiivka. Cuộc tấn công mới này đã không gây áp lực được được bất kỳ phần nào của Khu đô thị của các ngôi làng xung quanh Avdiivka với những lợi ích được báo cáo chỉ giới hạn ở vùng ngoại ô nông thôn
Vào ngày 20 tháng 10 năm 2023, một báo cáo của David Axe của Forbes cho biết tuyên bố của Ukraine về việc có 175 xe bọc thép của Nga bị phá hủy (từ thứ Năm đến thứ Sáu trước đó), bao gồm 55 xe tăng, cao hơn gần 20 lần so với mức trung bình hàng ngày là ba xe tăng Nga bị phá hủy kể từ đó tính từ tháng 2 năm 2022. Trong khi đó, theo báo cáo của Euromaidan Press, khoảng 65% trong số gần 1.400 binh sĩ Nga được cho là đã thiệt mạng vào ngày 19 tháng 10 năm 2023 chỉ xảy ra trên hai đoạn đường dài 5 km của mặt trận gần Avdiivka. Họ cũng tuyên bố rằng tổn thất này cao hơn gần 50% so với ngày đầu tiên của cuộc tấn công, mặc dù cuộc tấn công này được cho là không dữ dội như cuộc tấn công đầu tiên. Vào ngày 22 tháng 10 năm 2023, ISW đánh giá rằng nỗ lực tấn công của Nga bắt đầu vào ngày 19 tháng 10 năm 2023 đã thất bại và các lực lượng Nga lại tạm dừng nỗ lực tập hợp lại và tái vũ trang. Ngoài ra, các blogger người Nga còn tranh cãi với nhau liệu Ukraina có phản công vào các làng Pisky và Opytne hay không.
Vào ngày 22 tháng 10 năm 2023, người phát ngôn Ukraina là Đại tá Oleksandr Shtupun báo cáo rằng Bộ chỉ huy Nga vẫn đang điều thêm các đơn vị từ mặt trận ở Zaporizhia đến Avdiivka, cụ thể là Sư đoàn súng trường cơ giới cận vệ số 6. Các nguồn tin của Nga và Ukraine cũng đưa tin rằng Nga đã chuyển giao các thành phần lực lượng của PMC cho Avdiivka, cùng với Sư đoàn dù cận vệ 106. Vào ngày 25 tháng 10 năm 2023, một blogger người Nga tuyên bố rằng lực lượng Ukraina đã đẩy lùi lực lượng Nga ra khỏi làng Berdychi cách Avdiivka 10 km về phía đông bắc.
Vào ngày 28 tháng 10 năm 2023, một phóng viên quân sự Nga đã phỏng vấn chỉ huy của Tiểu đoàn Arbat báo cáo rằng các thành phần của Nhóm Wagner đã gia nhập Tiểu đoàn, một phần của DNR "Sư đoàn Dikaya của Donbas" và "Lữ đoàn Pyatnashka" và mục tiêu chính của các lực lượng Nga trên khắp mặt trận là đánh chiếm Avdiivka. Nhà quan sát quân sự Ukraine Kostyantyn Mashovets đánh giá rằng Nga đã điều động "lực lượng chủ lực" của Tập đoàn quân số 8, bao gồm toàn bộ Quân đoàn 1 của DNR cũng như Cộng hòa Nhân dân Luhansk (LPR), Quân đoàn bộ binh số 2, Sư đoàn súng trường cơ giới số 20 và Sư đoàn súng trường cơ giới số 150 tới mặt trận xung quanh Avdiivka. Cùng ngày 28 tháng 10 năm 2023, quân Nga tiến về phía bắc Avdiivka, chiếm được bãi chứa xỉ cao ngang đường sắt và nhà máy than cốc. Vào ngày 31 tháng 10 năm 2023, Oleksandr Shtupun thông báo rằng Nga đã phát động một cuộc tấn công mới vào Avdiivka bao gồm các đơn vị Storm-Z.
Ngày 2 tháng 11 năm 2023, các lực lượng vũ trang Nga tiếp tục tấn công làng Sieverne, tuy nhiên đã bị hệ thống phòng thủ của Ukraine kìm hãm. Đồng thời, đại tá Oleksandr Shtupun đã cho biết, Nga đã sử dụng các đơn vị bộ binh xung phong cỡ nhỏ để tấn công.
Ngày 3 tháng 11 năm 2023, qua việc tấn công đường liên lạc, được biết quân Nga muốn chiếm nhà máy than cốc. Cùng ngày, quân Nga được xác định đã kiểm soát một số khu vực quanh đường sắt phía bắc và đột phá đáng kể ở Vesele, đông bắc Avdiivka.
Ngày 13 tháng 11 năm 2023, quân đội Nga được cho là đã tiến vào khu công nghiệp Promka, gần ngõ Yasnynuvata, cửa ngõ sườn phía nam Avdiivka, một công sự kiên cố quan trọng nằm trên một ngọn đồi, nơi mà lực lượng vũ trang Ukraina đã kiểm soát trong vòng 8 năm. Tới ngày 16 tháng 11 năm 2023, quân đội Nga đã kiểm soát được khoảng 60% khu công nghiệp này. Cùng ngày, quân đội Nga cũng đã tiến vào làng Stepove ở phía bắc thành phố, từng bước thiết lập một thế gọng kìm bao vây đô thị.
Đầu ngày 17 tháng 2 năm 2024, Tổng tư lệnh Oleksandr Syrskyi xác nhận rằng lực lượng Ukraine đã rút hoàn toàn khỏi Avdiivka đến "các tuyến thuận lợi hơn". Tổng thống Volodymyr Zelensky khẳng định quyết định rút quân là để "cứu mạng binh sĩ của chúng ta" khỏi vòng vây của Nga, đồng thời ca ngợi quân Ukraina đã "làm kiệt sức" người Nga. Tướng Oleksandr Tarnavskyi nhận xét: "Trong tình thế địch đang tiến lên trên xác lính của mình, với lợi thế mười chọi một, bị pháo kích liên tục thì đây là giải pháp đúng đắn duy nhất". Tarnavskyi cho biết lực lượng Nga đã thực hiện hơn 150 cuộc tấn công bằng pháo binh và 20 cuộc không kích vào mặt trận Avdiivka trong 24 giờ trước đó. Ông cũng xác nhận thêm "Ở giai đoạn cuối của chiến dịch, dưới áp lực của lực lượng địch áp đảo, một số quân nhân Ukraina đã bị bắt". Trong ngày, nhiều video xuất hiện trên mạng xã hội cho thấy cờ Nga được cắm khắp thành phố, bao gồm cả trên một trong các tòa nhà của Nhà máy than cốc Avdiivka, trên một ống khói ở Nhà máy Thạch anh ở phía nam mỏ đá bị ngập nước, và trong các tòa nhà Hành chính Thành phố và Cung Văn hóa. Bộ Quốc phòng Nga tuyên bố rằng lực lượng Nga đã chiếm được khoảng 32 kilômét vuông (12 dặm vuông) lãnh thổ trong trận chiến này. Tổng thống Nga Vladimir Putin chúc mừng quân đội Nga đã chiếm được thành phố, chúc mừng cả chỉ huy phụ trách cuộc tấn công vào Avdiivka là Đại tá Andrey Mordvichev.